# Russet Pikes
Russet Pikes är en bergstopp i Antarktis. Den ligger i Västantarktis. Argentina, Chile och Storbritannien gör anspråk på området. Toppen på Russet Pikes är 230 meter över havet.
Terrängen runt Russet Pikes är huvudsakligen kuperad, men åt nordost är den bergig. Havet är nära Russet Pikes åt nordost. Trakten är obefolkad. Det finns inga samhällen i närheten. 